# 點擊率
（縮寫为CTR），一種衡量網頁或廣告熱門程度的指標。

## 計算方式
點閱率 = 廣告被點擊次數 / 廣告被顯示次數
舉例來說，若廣告顯示次數為100次，在這一百次中這廣告顯示中被網友點擊了五次，那該廣告的CTR就等於5/100 = 5%。